# Mosquiter del Caucas
El mosquiter del Caucas (Phylloscopus nitidus) és una espècie d'ocell de la família dels fil·loscòpids (Phylloscopidae). Es troba a la regió del Caucas i muntanyes al sud de la mar Negra i de la mar Càspia. Passa l'hivern als Ghats occidentals i Sri Lanka. Els seus hàbitats principals són els boscos temperats, els boscos tropicals i subtropicals de frondoses humits de les terres baixes, els manglars, els matollars temperats, els cursos d'aigua, les terres llaurades, les plantacions i els jardins rurals. El seu estat de conservació es considera de risc mínim.